# 바스노르망디
바스노르망디(프랑스어: Basse-Normandie)는 프랑스 북부에 위치한 레지옹으로 중심 도시는 캉이며 면적은 17,589km2, 인구는 1,453,000명(2007년 기준)이다. 코탕탱 반도에 위치한다.
동쪽으로는 오트노르망디, 남동쪽으로는 상트르발드루아르, 남쪽으로는 페이드라루아르, 남서쪽으로는 브르타뉴, 북쪽과 서쪽으로는 영국 해협과 접한다. 3개 주(망슈주, 오른주, 칼바도스주)를 관할한다.
1956년 노르망디를 바스노르망디와 오트노르망디로 나누면서 신설되었다. 2016년 1월 1일을 기해 시행된 레지옹 개편에 따라 바스노르망디와 오트노르망디가 노르망디로 합병되었다.